# Lina Gabrielli
Pour les articles homonymes, voir Gabrielli (homonymie).
Nicolina « Lina » Gabrielli-Trenner (11 juin 1930 - 16 décembre 2016), est une journaliste, éditrice et espérantiste italienne.

## Biographie
Lina Gabrielli nait le 11 juin 1930 à Ascoli Piceno, en Italie, de Riccardo Gabrielli, sculpteur et auteur, et Giuseppina Salvucci.

## Œuvres
- (eo) Lina Gabrielli-Trenner, La kombilo, 1962